# Brit Air
Brit Air war eine französische Regionalfluggesellschaft mit Sitz in Morlaix und Basis auf dem Flughafen Morlaix–Ploujean. Sie war eine Tochtergesellschaft der Air France-KLM und ging 2016 in der Marke Hop! auf.

## Geschichte
Brit Air wurde im Jahr 1973 gegründet. Von April 2013 bis 2016 wurde das Angebot der Régional, Brit Air und Airlinair unter der Marke Hop! zusammengeführt.

## Flugziele
Brit Air bediente unter dem Markenauftritt Hop! Ziele innerhalb Frankreichs und im europäischen Ausland.

## Flotte

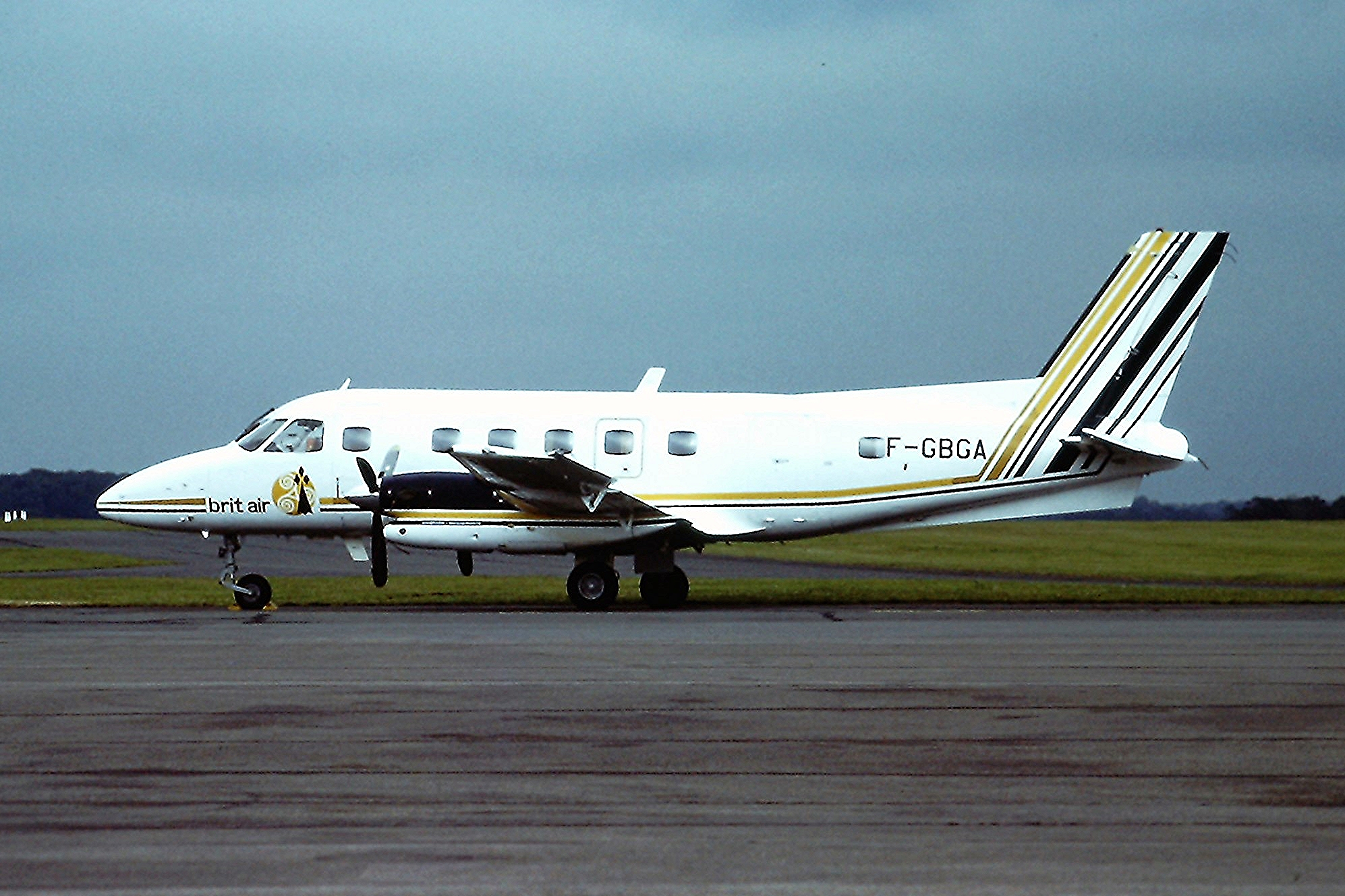
Eine Embraer EMB 110 Bandeirante der Brit Air, Coventry 1980

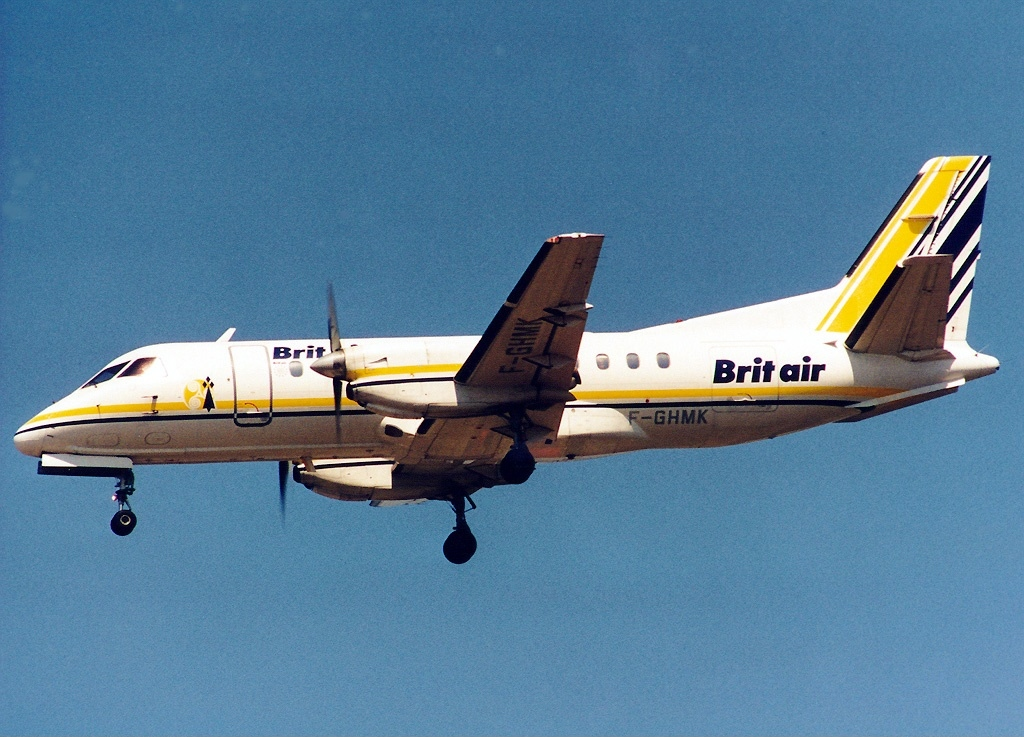
Eine Saab 340 der Brit Air, London-Gatwick 1996

### Flotte (2012)
Mit Stand Dezember 2012 bestand die Flotte der Brit Air aus 40 Flugzeugen mit einem Durchschnittsalter von 8,3 Jahren:
| Flugzeugtyp        | Anzahl | bestellt | Anmerkungen                                                 |
| ------------------ | ------ | -------- | ----------------------------------------------------------- |
| Bombardier CRJ100  | 12     |          |                                                             |
| Bombardier CRJ700  | 15     |          |                                                             |
| Bombardier CRJ1000 | 13     | 1        | Brit Air war zusammen mit Air Nostrum Erstkunde der CRJ1000 |
| Gesamt             | 40     | 1        |                                                             |

### Zuvor eingesetzte Flugzeuge
Brit Air betrieb auch folgende Flugzeugtypen:
- ATR 42
- ATR 72
- Beechcraft Super King Air 200
- Embraer EMB 110 Bandeirante
- Fairchild F-27
- Fokker F-27 Friendship
- Fokker 100
- Piper PA-23 Aztec
- Piper PA-31-350 Navajo Chieftain
- Piper PA-31T Cheyenne II
- Saab 340

## Zwischenfälle

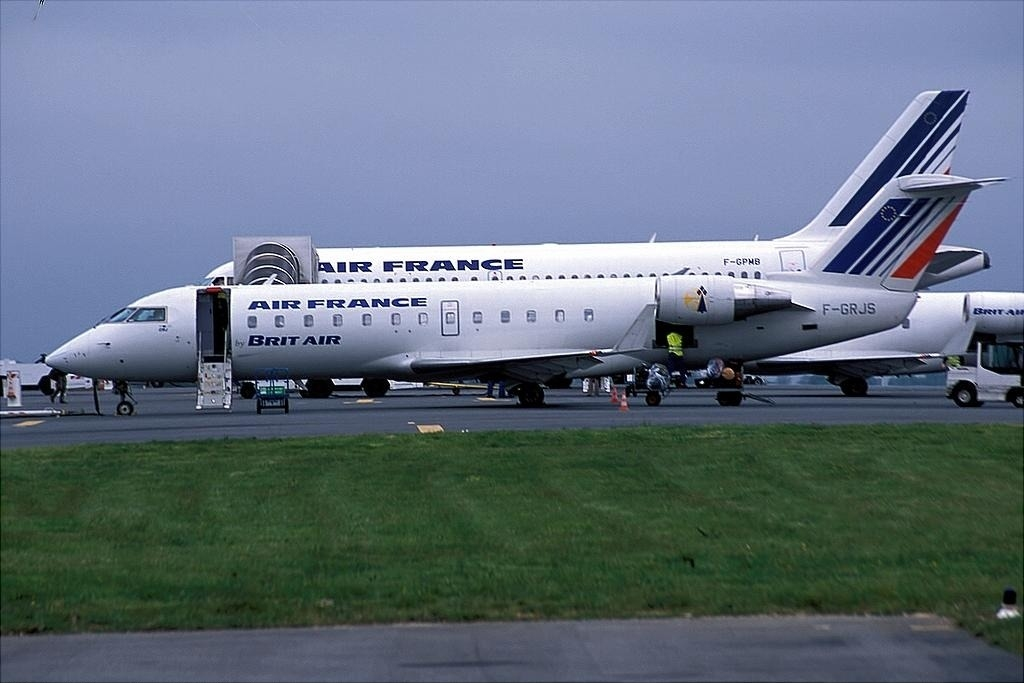
Die im Juni 2003 verunglückte Canadair CRJ 100 der Brit Air, Brest Mai 2003

Brit Air verzeichnete in ihrer Geschichte einen Unfall mit Todesfolge:
- Am 22. Juni 2003 verunglückte eine aus Nantes kommende Bombardier CRJ100 (Luftfahrzeugkennzeichen F-GRJS) bei einem zu tiefen Landeanflug auf den Aéroport Brest-Bretagne. Die Maschine stürzte 2,3 km vor der Landebahn auf ein Feld und fing Feuer. Der Kapitän der Maschine kam dabei ums Leben, die 23 weiteren Menschen an Bord konnten gerettet werden (siehe auch Air-France-Flug 5672).[9]